# 凡托姆岩
凡托姆岩（英語：Fantome Rock），是南極洲的岩石，位於南喬治亞群島，處於戈尼角以南0.2公里，由英國研究隊繪入地圖，在1963年由該國南極名稱諮詢委員會命名，由英國海外領土管轄。